# 鹅膏蕈氨酸
鹅膏蕈氨酸(Ibotenic acid), 是一种含有异噁唑环的氨基酸，是强烈的神经毒素，可对大脑造成严重损伤，最初是於1960年代在日本从鵝膏菌屬的假球基鹅膏分离出来，其英文名称由此而来。

## 性质
- 相对分子质量：Mr=158.11
- 熔点：
  - 无水：151~152℃
  - 一水合物：144~146℃
- 从水或甲醇中结晶

## 制取

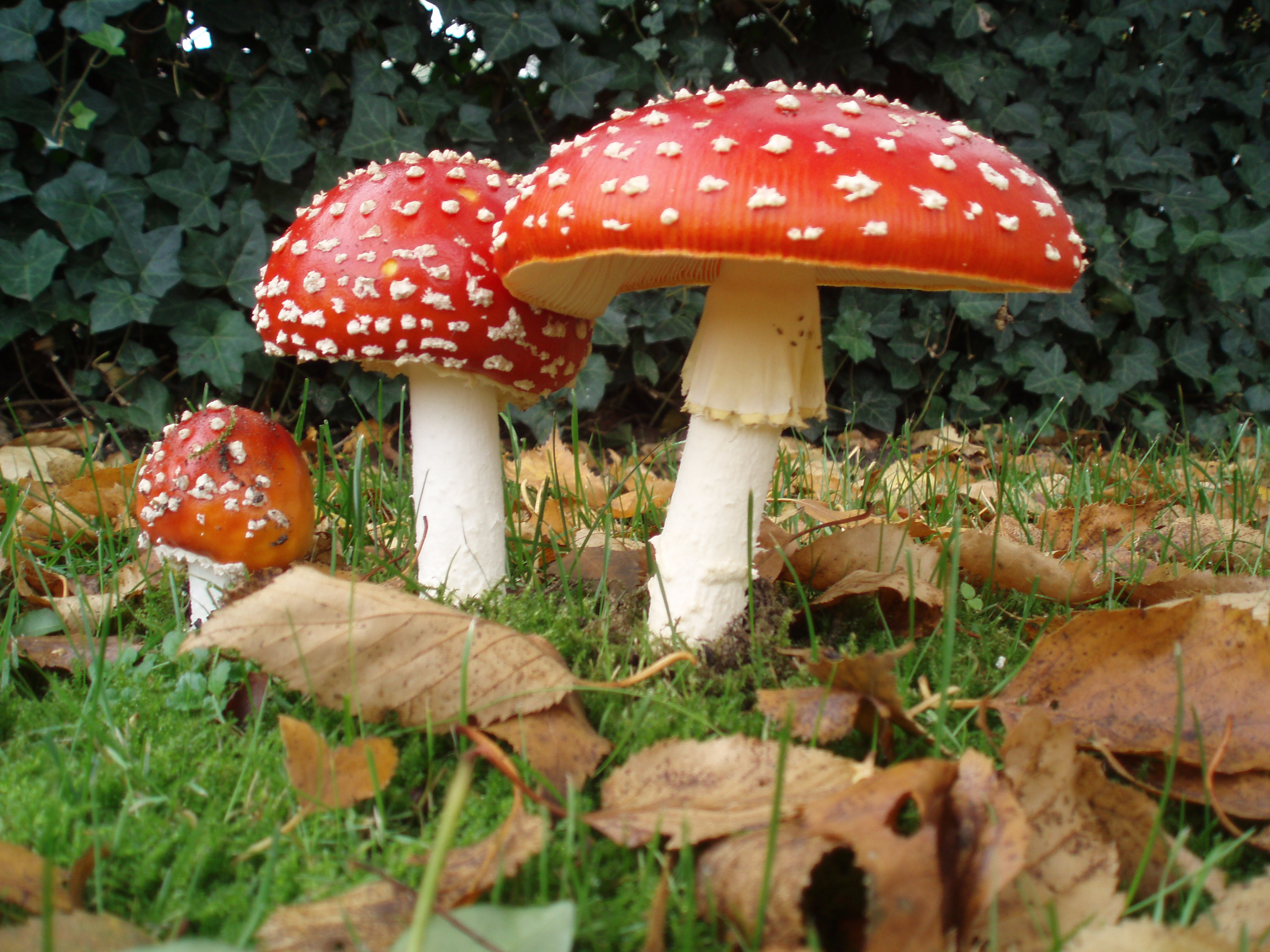
含有鹅膏蕈氨酸的毒蠅傘（Amanita muscaria）

- 可从蛤蟆菌中提取。
- 可从异噁唑酸起始进行全合成。

## 作用
- 对人有致幻作用。
- 可作为麻醉增效剂。
- 是毒蠅傘中能杀死苍蝇的有效成分。